# Oriole Beach
Oriole Beach es un lugar designado por el censo ubicado en el condado de Santa Rosa en el estado estadounidense de Florida. En el Censo de 2010 tenía una población de 1.420 habitantes y una densidad poblacional de 166,54 personas por km².

## Geografía
Oriole Beach se encuentra ubicado en las coordenadas 30°22′21″N 87°6′2″O / 30.37250, -87.10056. Según la Oficina del Censo de los Estados Unidos, Oriole Beach tiene una superficie total de 8.53 km², de la cual 2.18 km² corresponden a tierra firme y (74.42%) 6.35 km² es agua.

## Demografía
Según el censo de 2010, había 1.420 personas residiendo en Oriole Beach. La densidad de población era de 166,54 hab./km². De los 1.420 habitantes, Oriole Beach estaba compuesto por el 93.59% blancos, el 1.2% eran afroamericanos, el 0.7% eran amerindios, el 0.49% eran asiáticos, el 0.21% eran isleños del Pacífico, el 0.42% eran de otras razas y el 3.38% pertenecían a dos o más razas. Del total de la población el 5.28% eran hispanos o latinos de cualquier raza.